# Зарослі
Зарослі (біл. вёска Зарасьлі) — село в складі Крупського району Мінської області, Білорусь. Село підпорядковане Холопеницькій сільській раді, розташоване в східній частині області.